# Frango-d’água-estriado
O frango-d’água-estriado (Sarothrura affinis) é uma espécie de ave da família Sarothruridae.
Pode ser encontrada nos seguintes países: Quénia, Lesoto, Malawi, Moçambique, África do Sul, Sudão, Suazilândia, Tanzânia, Zâmbia e Zimbabwe.